# Sint-Jozef-Olen
Sint-Jozef-Olen is een kerkdorp in de Belgische gemeente Olen. Het is gelegen in de Antwerpse Kempen en is ontstaan in 1913 als de cité, de arbeiderswijk, van de een jaar eerder nieuw gebouwde fabriek van de Compagnie Industrielle Union

## Geschiedenis
Ingenieur Jozef Leemans had in 1908 een bedrijfje in Oud-Turnhout opgericht waar hij met tien arbeiders onder meer schoensmeer produceerde. Hij zag evenwel grote mogelijkheden in de bewerking van de ertsen die vanuit Katanga, na 1910 onderdeel van Belgisch-Congo, konden aangevoerd worden, en zocht een nieuwe locatie met betere transportmogelijkheden.
De onvruchtbare heidegronden in het uiterste noorden van Olen boden potentieel voor een industriële vestiging, door de grondprijzen, en door de aanwezigheid van het Kanaal Bocholt-Herentals, in dienst genomen in 1846 en de IJzeren Rijn-spoorweg, in dienst sinds 1879, als aanvoerlijnen voor grondstoffen en transport voor afgewerkte producten. De Compagnie Industrielle Union Minière du Haut-Katanga werd verplaatst naar de nieuwe vestiging aan het Kanaal Bocholt-Herentals. Samen met de fabrieksgebouwen liet Leemans ook ten oosten van de fabrieksgronden de eerste huizen van een cité optrekken voor zijn personeel, intussen 30 personen.
Bij de uitbouw van het nieuwe dorp  werd bij aanvang voorzien in de bouw van een kerk. De voor het jonge dorp belangrijke figuur van August Janssens werd in 1913 tot pastoor benoemd. In 1914 werd een noodkerk ingezegend, en de bouwplannen voor de echte kerk lagen klaar. De Eerste Wereldoorlog zorgde evenwel voor een aanzienlijke vertraging van dit plan. Na de oorlog werkten reeds meer dan 100 personen op de fabriek. In 1923 werd de kerkbouw uitgevoerd en in 1925 met de inzegening afgerond. De neo-romaanse Sint-Jozefskerk vormde het dorpscentrum. Aanpalend werd een school gebouwd.
De cité nam enorm toe in belang door de belangrijke uitbreiding van de fabriek. Een radiumfabriek leverde vanaf 1922 radium aan ziekenhuizen en universiteiten uit Katangees erts. De kobaltfabriek zou van bij opstart in 1925 een belangrijke plaats innemen in de wereldproductie. De raffinage van koper uit Katanga, de productie-eenheid in Hoboken en andere koperleveranciers startte in 1928.
Het ontstaan van het dorp is nauw verbonden met de geschiedenis van wat nu Umicore Olen heet. Het wordt in het noorden begrensd door het kanaal Bocholt-Herentals, in het noordwesten en westen door de fabrieksterreinen en de spoorwegaftakking van de fabriek naar de IJzeren Rijn en in het zuiden door de spoorweg met het station van Olen.

## Geografie

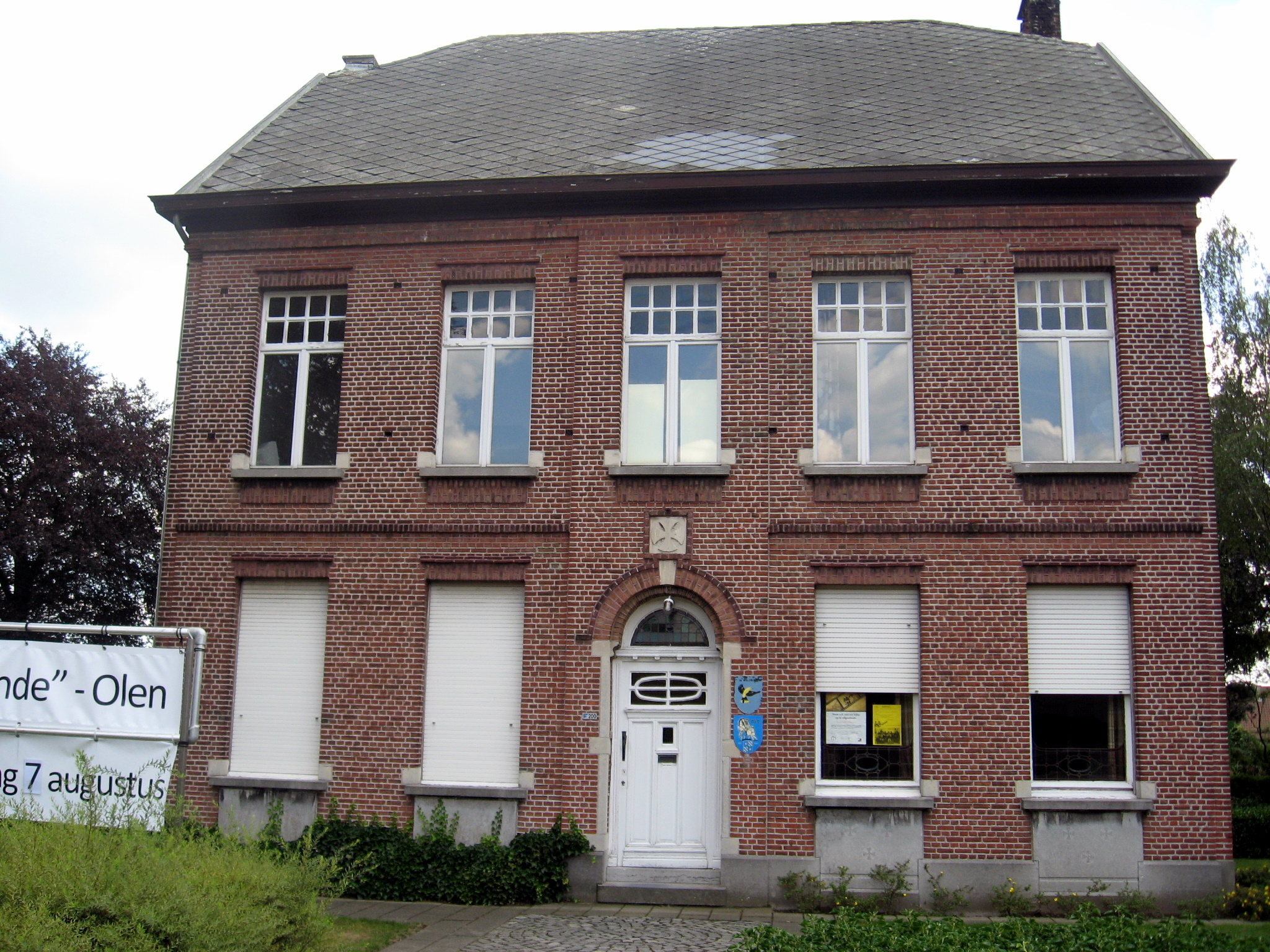
Voormalige pastorie van Sint-Jozef-Olen

Sint-Jozef-Olen ligt ten noorden van Onze-Lieve-Vrouw-Olen en ten oosten van de stad Herentals. Het ligt strikt gezien dichter bij de centra van Herentals en Geel dan bij het centrum van Olen.

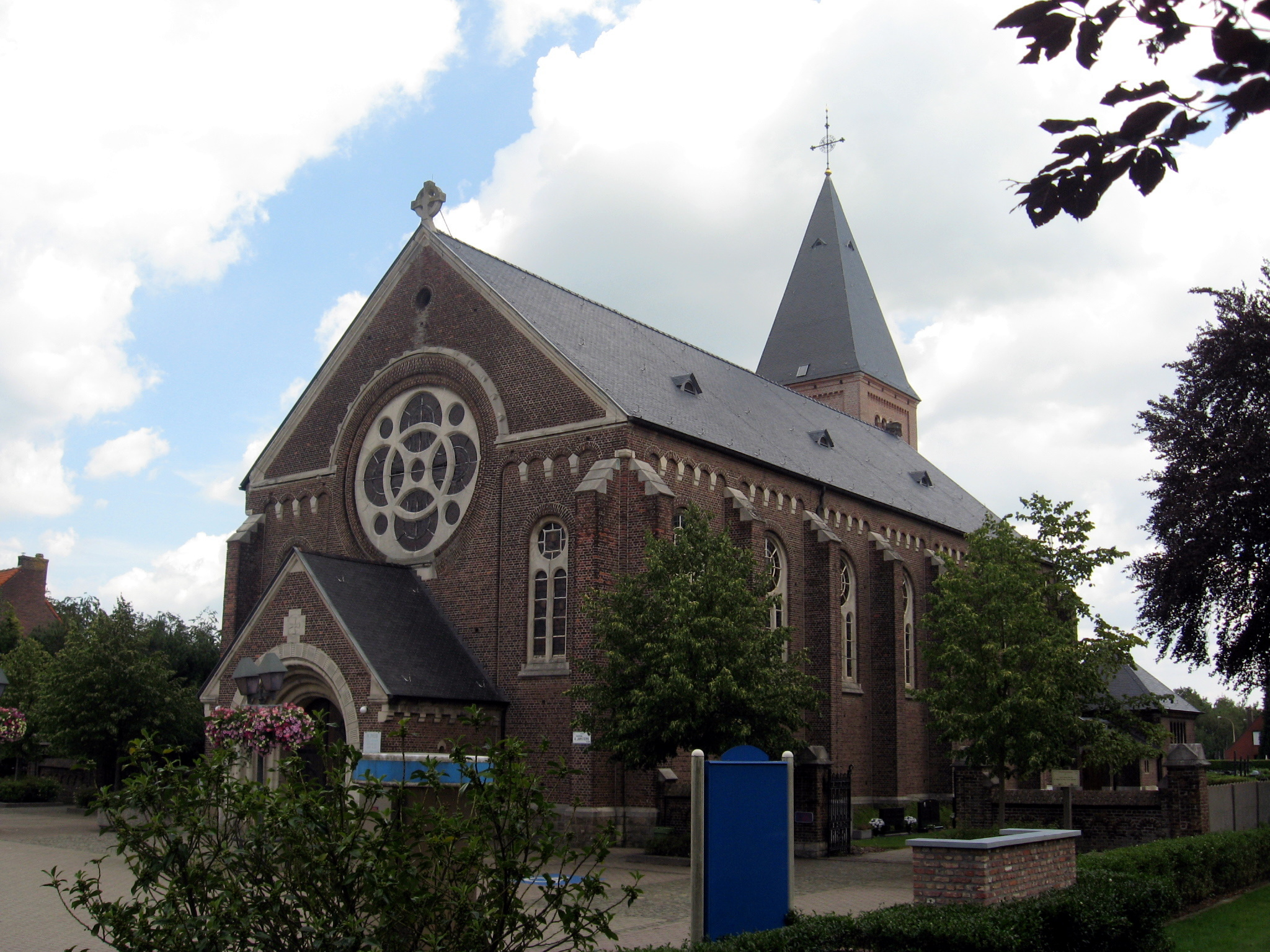
De Sint-Jozefskerk

## Natuur en landschap
Sint-Jozef-Olen ligt ten zuiden van het Kanaal Bocholt-Herentals op een hoogte van ongeveer 18 meter. Ten noorden van het kanaal, en min of meer parallel daarmee, loopt de Kleine Nete. Een natuurgebied in de vallei van de Kleine Nete is het Olens Broek en Langendonk.